# Ophiuros exaltatus
Ophiuros exaltatus är en gräsart som först beskrevs av Carl von Linné, och fick sitt nu gällande namn av Carl Ernst Otto Kuntze. Ophiuros exaltatus ingår i släktet Ophiuros och familjen gräs. Inga underarter finns listade i Catalogue of Life.